# Зупинка транспортного засобу
Зупи́нка транспортного засобу — припинення руху транспортного засобу на час до 5 хвилин або більше, якщо це необхідно для посадки (висадки) пасажирів чи завантаження (розвантаження) вантажу, виконання вимог Правил дорожнього руху (надання переваги в русі, виконання вимог регулювальника, сигналів світлофора тощо).